# 大濛
《大濛》（台語：Tà-bông）是台灣導演陳玉勳執導，於2025年11月上映的電影。本片以臺灣白色恐怖時期為背景，描述民國40年代（1951至1960年）時台灣百姓的故事。本片片名「大濛」音近台語「罩雺」，指霧，片中也出現雲、霧意象。

## 背景
導演陳玉勳在閱讀白色恐怖時期的文獻後，疑惑為何台灣少有相關題材電影，是不熟悉還是不想提起？故萌生以受難者家屬為主題拍攝電影的想法，藉此了解台灣人遭遇的過去。導演稱，本部片希望透過愛讓人面對苦難，讓人看見人性光輝。
本片於台南岸內影視基地、嘉義等地取景，呈現台灣早年景象。電影自2023年底開始拍攝，於隔年1月時殺青，首部預告以及海報於2025年7月發布。
臺北金馬影展執行委員會在與文化部合作下發起「金馬前進坎城」計畫，本片與鬼才之道等5部電影入圍該計畫，得以於第77屆坎城影展中播放。

### 卡司
電影主演包含曾獲金馬獎最佳新演員的方郁婷、入圍最佳男配角的柯煒林、歌手9m88，在2025年的預告中則新出現曾敬驊。方郁婷稱，他為本片而苦練台語，並得以記下台詞與劇本。

## 劇情
片中女主角阿月（方郁婷飾）聽聞哥哥（曾敬驊飾）被槍決，故決定去尋找姐姐阿霞（9m88飾）後一同認屍。他們在旅程中認識車伕趙公道（柯煒林飾），故事遂圍繞他們展開。